# Звартноц-ААЛ
«Звартно́ц-ААЛ» (арм. Ֆուտբոլային Ակումբ „Զվարթնոց-ԱԱԼ“ Երևան) — бывший армянский футбольный клуб из города Ереван, основанный в 1997 году. Назван в честь ереванского аэропорта «Звартноц», который являлся официальным спонсором клуба.

## Названия
- 1997—1999: «Звартноц»
- 1999—2003: «Звартноц-ААЛ»

## История
В истории армянского футбола уже имело место название футбольного клуба «Звартноц», но тот клуб был родом из религиозной столицы армян — Эчмиадзина. Ереванский «Звартноц» был образован в 1997 году перед розыгрышем чемпионата. Первый блин вышел комом. Команда заняла 9-е из 10 мест, и то ФК «Армавир» после 7-го тура снялся с соревнования. Однако сезоном далее ситуация меняется в корне и команда занимает твёрдое 1-е место в таблице с опережением ближайшего преследователя на 12 очков и без единого поражения. Таким образом, в 1999 году в элиту армянского футбола врывается клуб с большими надеждами, планами и целями. 
Сезон команда начинает под прежним названием, а после к названию прибавляется аббревиатура ААЛ (Армянские авиалинии), который с момента основания клуба являлся его основным спонсором. Этот год «Звартноц-ААЛ» заканчивает на 4-й строчке. В 2000 году клуб возглавляет Самвел Касабоглян. Под его руководством команда занимает в чемпионате 5-е место, а также пробивается в финал Кубка, где уступает 1:2 аштаракской «Мике». Наивысшего результата в чемпионате клуб добился в 2001 году, заняв 2-е место и таким образом завоевал путёвку в Кубок УЕФА. 
В 2002 году команда в очередной раз доходит до финального поединка в кубке страны, где она опять проигрывает со счётом 0:2, на этот раз «Пюнику» Ереван, и занимает итоговое 7-е место в турнирной таблице чемпионата. Год 2003-ий стал для команды последним в истории. Из-за финансовых проблем команда отказывается от участия в чемпионате и кубке, и после этого окончательно распускается.

## Статистика выступлений

### Чемпионат и Кубок Армении
| Сезон        | Лига          | Место | И  | В  | Н | П  | М     | +/- | О  | Бомбардиры          | Кубок | Примечания |
| ------------ | ------------- | ----- | -- | -- | - | -- | ----- | --- | -- | ------------------- | ----- | --- |
| 1997         | Первая лига   | 9     | 16 | 3  | 2 | 11 | 12-43 | -31 | 11 | ?                   | -     | - |
| 1998         | Первая лига   | 1     | 24 | 21 | 3 | 0  | 92-18 | 74  | 66 | ?                   | 1/8   | - |
| 1999         | Премьер-лига  | 4     | 32 | 16 | 6 | 10 | 50-38 | 12  | 54 | Артур Кочарян (11)  | 1/4   | - |
| 2000         | Премьер-лига  | 5     | 28 | 11 | 8 | 9  | 44-41 | 3   | 41 | Мгер Аванесян (15)  | Ф     | из-за несогласия с действиями ФФА, клуб бойкотировал игры двух последних туров. В связи с чем, команда была снята с чемпионата и её место в итоговой таблице условное. |
| 2001         | Премьер-лига  | 2     | 22 | 16 | 0 | 6  | 52-21 | 31  | 48 | Саркис Назарян (11) | 1/4   | - |
| 2002         | Премьер-лига  | 7     | 22 | 10 | 2 | 10 | 57-29 | 28  | 32 | Саркис Назарян (10) | Ф     | - |
| 2003—по н.в. | не участвовал | -     | -  | -  | - | -  | -     | -   | -  | -                   | -     | клуб отказался от участия в чемпионате 2003 года из-за финансовых проблем.                                                                                             |

### Еврокубки
| Сезон   | Турнир     | Раунд | Соперник             | 1 матч | 2 матч |
| ------- | ---------- | ----- | -------------------- | ------ | ------ |
| 2002/03 | Кубок УЕФА | 1Q    | «Приморье» Айдовщина | 1 - 6  | 2 - 0  |

- Домашние игры выделены жирным шрифтом

| Турнир     | Игры | Победы | Ничьи | Поражения | Голов забито | Голов пропущено |
| ---------- | ---- | ------ | ----- | --------- | ------------ | --------------- |
| Кубок УЕФА | 2    | 1      | 0     | 1         | 3            | 6               |
| Итого      | 2    | 1      | 0     | 1         | 3            | 6               |

## Достижения
Серебряный призёр Чемпионата Армении (1)2001
Финалист Кубка Армении (2)2000, 2002

## Главные тренеры клуба
- Рафаел Галустян (? — апрель 1999)
- Погос Галстян (апрель 1999 — ?)
- Самвел Касабоглян (2000 — 2003)